# Neolosbanus purpureoventris
Neolosbanus purpureoventris är en stekelart som först beskrevs av Peter Cameron 1909.
Neolosbanus purpureoventris ingår i släktet Neolosbanus och familjen Eucharitidae. Inga underarter finns listade i Catalogue of Life.